# Дроб'язко Маргарита Олександрівна
Маргарита Олександрівна Дроб'язко (лит. Margarita Drobiazko; н. 21 грудня 1971, Москва, СРСР) — російська фігуристка, тринадцятиразова чемпіонка Литви (1992—2002, 2005, 2006), дворазовий призер чемпіонатів Європи (2000, 2006), призер чемпіонату світу (2000) у танцях на льоду. Разом зі своїм партнером Повіласом Ванагасом учасниця п'яти Олімпійських ігор (1992, 1994, 1998, 2002, 2006), колишня громадянка Литви, була позбавлена громадянства за підтримку путінського режиму.

## Біографія
Маргарита Дроб'язко народилася 21 грудня 1971 року у Москві у сім'ї полярного льотчика. Дитячі роки провела в Анадирі та Магадані. Після повернення сім'ї в Москву почала займатися жіночим катанням під керівництвом Галини Істоміної. Надалі перейшла в танці на льоду, тренувалася у Наталії Ліничук, Наталії Дубової, Геннадія Аккермана. У групі Геннадія Аккермана її партнером став Повілас Ванагас. Після розпаду СРСР вони вирішили представляти Литву. Тренувалися спочатку під керівництвом Олени Масленникової, з 1999 року з ними почала працювати Олена Чайковська.
Найбільш успішним у кар'єрі Маргарити Дроб'язко та Повіласа Ванагаса був 2000 рік, коли вони виграли етап серії Гран-прі Skate Canada, стали бронзовими призерами фіналу серії Гран-прі, чемпіонату Європи та чемпіонату світу. У 2002 році на Олімпійських іграх у Солт-Лейк-Сіті литовські фігуристи також були близькими до завоювання медалі. Після оригінального танцю вони посідали п'яте місце. У довільному танці італійська і канадська пари, що випереджали їх, припустилися падіння, проте не були покарані за такі серйозні помилки суддями, які розставили пари в тому ж порядку, що і в оригінальному танці. Литовська федерація фігурного катання подала протест до Міжнародної спілки ковзанярів (ІСУ), але він залишився незадоволеним.
На чемпіонаті світу в Нагано (2002) Маргарита Дроб'язко та Повілас Ванагас знову намагалися опротестувати спірне рішення суддів. Після оригінального танцю вони йшли третіми, але попри безпомилковий прокат довільного танцю, опустилися на четверте місце, програвши парі з Ізраїлю Галіт Хаїт — Сергій Сахновський одним суддівським голосом. Литовська федерація фігурного катання знову подала протест, підтриманий петицією, яку підписали понад двадцять спортсменів, тренерів, хореографів і суддів, у тому числі росіяни Тетяна Навка та Роман Костомаров, а також їх тренер Олександр Жулін. Результати чемпіонату переглянуті не були, але, на думку відомої російської журналістки Олени Вайцеховської, саме цей суддівський скандал став останньою краплею, яка змусила президента ІСУ Оттавіо Чинкванту наполягти на введенні нової системи суддівства у фігурному катанні.
Оголосивши про завершення своєї спортивної кар'єри, Маргарита Дроб'язко та Повілас Ванагас пропустили три сезони, проте у 2005 році вирішили її відновити для участі у вже п'ятій для них Олімпіаді. Вигравши турнір Меморіал Карла Шефера, вони кваліфікувалися на Олімпійські ігри у Турині. На чемпіонаті Європи у Ліоні вибороли бронзові медалі. Однак олімпійський турнір склався для них менш вдало, і вони змогли посісти лише сьоме місце.
Після сезону 2005—2006 Маргарита та Повілас остаточно пішли з великого спорту та зосередилися на участі у льодових шоу. Вони також виступають у ролі організаторів шоу «Вогняний лід» («Liepsnojantis ledas»), що щорічно проводиться в період різдвяних свят у Литві. Найбільшу популярність у Росії їм принесло участь у льодових спектаклях Іллі Авербуха «Вогні великого міста» (2010) та «Таємниця Острова скарбів» (2012), а також телепроєктах Першого каналу.

## Громадянська позиція
10 серпня президент Литви Гітанас Науседа підписав декрет про позбавлення фігуристів Повіласа Ванагаса та Маргарити Дроб'язко Лицарських хрестів ордена Великого князя Гедімінаса. Рішення було ухвалене через те, що Ванагас та Дроб'язко брали участь у льодовому шоу, яке у Сочі організувала Тетяна Навка. Президент Литви зазначив, що необхідно переглянути законодавчі акти, щоб можна було обговорити питання позбавлення Дроб'язко литовського громадянства, яке вона одержала як виняток, щоб пара могла представляти Литву на Олімпійських іграх. 15 вересня 2023 урядом Латвії позбавлена громадянства Литви за підтримку російського режиму.

## Участь у телешоу
- 2007 рік — «Льодовиковий період» (у парі з актором Олександром Дяченком);
- 2008 — «Льодовиковий період-2» (у парі з актором Дмитром Міллером) ;
- 2009 рік — «Льодовиковий період-3» (у парі з актором Петром Красиловим) ;
- 2010 рік — «Лід і полум'я» (у парі з актором Андрієм Чернишовим) ;
- 2012 — «Льодовиковий період. Кубок професіоналів» (розділила 1 місце як найкраща партнерка з Тетяною Навкою) ;
- 2013 — «Льодовиковий період-4» (у парі з хокеїстом Олексієм Яшиним) ;
- 2014 — «Льодовиковий період-5» (у парі з актором Станіславом Ярушіним, пара посіла 2 місце)[8] ;
- 2016 рік — «Льодовиковий період-6» (у парі з актором Анатолієм Руденком)[9] ;
- 2020 — «Льодовиковий період-7» (у парі з коміком Володимиром Марконі).[10]

## Спортивні досягнення
(З П. Ванагасом)
| Змагання/Сезон          | 91-92 | 92-93 | 93-94 | 94-95 | 95-96 | 96-97 | 97-98 | 98-99 | 99-00 | 00-01 | 01-02 | 04-05 | 05-06 |
| ----------------------- | ----- | ----- | ----- | ----- | ----- | ----- | ----- | ----- | ----- | ----- | ----- | ----- | ----- |
| Зимові Олімпійські ігри | 16    |       | 12    |       |       |       | 8     |       |       |       | 5     |       | 7     |
| Чемпіонат світу         | 17    | 13    | 9     | 12    | 8     | 10    | 8     | 6     | 3     | 5     | 4     |       | 4     |
| Чемпіонат Європи        | 15    | 11    | 11    | 11    | 6     | 8     | 6     | 5     | 3     | 4     | 4     |       | 3     |
| Чемпіонат Литви         | 1     | 1     | 1     | 1     | 1     | 1     | 1     | 1     | 1     | 1     | 1     | 1     | 1     |
| Фінали Гран-Прі         |       |       |       |       |       |       |       | 4     | 3     | 3     | 3     |       |       |
| Skate America           |       |       |       |       |       |       |       |       |       | 2     | 3     |       |       |
| Skate Canada            |       |       |       | 2     | 8     | 4     | 4     | 2     | 1     |       |       |       |       |
| Trophee Lalique         |       |       |       | 4     |       |       |       | 3     | 3     |       |       |       | 3     |
| NHK Trophy              |       |       |       | 6     | 5     | 4     |       | 2     | 3     | 2     | 2     |       |       |
| Nations Cup             |       |       |       | 2     | 5     | 5     |       |       |       | 2     |       |       |       |
| Меморіал Карла Шефера   |       |       |       |       |       |       |       |       |       |       |       |       | 1     |
| Nebelhorn Trophy        |       | 2     | 3     |       |       |       |       |       |       |       |       |       | 2     |
| Skate Israel            |       |       |       |       | 1     | 1     |       |       |       |       |       |       |       |
| Зимові Універсіади      |       | 2     |       |       |       |       |       |       |       |       |       |       |       |

## Нагороди
- Кавалер ордена Великого князя Литовського Гядимінаса (1 липня 2000, позбавлена 10 серпня 2022)[11]

## Особисте життя
З 2000 року одружена з Повіласом Ванагасом.